# Sybra biochreopunctipennis
Sybra biochreopunctipennis là một loài bọ cánh cứng trong họ Cerambycidae.